# Джугджурлаг
Джугджурла́г (Джугджу́рский исправи́тельно-трудово́й ла́герь, укр. Джугджурський виправно-трудовий табір) — підрозділ, що діяв у складі Головного управління виправно-трудових таборів Народного комісаріату внутрішніх справ СРСР.

## Історія
Джугджурлаг був організований 7 червня 1947 року. Управління Джугджурлагу розташовувалося в Якутську. В оперативному командуванні він спочатку підпорядковувався Управлінню виправно-трудових таборів і колоній МВС Якутської АРСР, а після реформування правоохоронної системи СРСР увійшов до складу структури ГУЛАГ Міністерства юстиції СРСР.
Максимальна кількість ув'язнених доходила до 2 099 людей (станом на 1 листопада 1948 року).
Джугджурлаг припинив своє існування 29 квітня 1953 року.

## Виробництво
Основним видом виробничої діяльності в'язнів були горні роботи з видобутку золота, геологорозвідувальні та будівничі роботи.